# Вулпуешти (Валча)
Вулпуешти (рум. Vulpuești) насеље је у Румунији у округу Валча у општини Михаешти. Oпштина се налази на надморској висини од 249 m.

## Становништво
Према подацима из 2002. године у насељу је живело 398 становника, од којих су сви румунске националности.